# Lijst van rijksmonumenten in Vuren
De plaats Vuren telt 2 inschrijvingen in het rijksmonumentenregister. Hieronder een overzicht.
| Object                                                                                          | Oorspronkelijke functie?  | Bouwjaar   | Architect | Locatie                             | Coördinaten?                 | Nr.?   | Afbeelding        |
| ----------------------------------------------------------------------------------------------- | ------------------------- | ---------- | --------- | ----------------------------------- | ---------------------------- | ------ | ----------------- |
| De Hervormde Kerk vanwege een preekstoel in Lodewijk XVI-vormen, met koperen lezenaar           | Vanwege onderdelen kerk   |            |           | Mildijk 119                         | 51° 49' 28" NB, 5° 3' 0" OL  | 38173  | Meer afbeeldingen |
| Nieuwe Hollandse Waterlinie Cluster 73 Fort Vuren: Fortaanleg en aardwerken.                    | Fort, vesting en -onderdl | 1844-1849  |           | Waaldijk 29                         | 51° 49' 22" NB, 5° 1' 46" OL | 531891 | Meer afbeeldingen |
| Fort Vuren: Ronde toren A                                                                       | Waarnemingspost           | 1841 -1864 |           | Waaldijk 29                         | 51° 49' 20" NB, 5° 1' 46" OL | 531892 | Meer afbeeldingen |
| Fort Vuren: Contrescarpgalerij met poterne B                                                    | Fort, vesting en -onderdl | 1878 -1879 |           | Waaldijk 29                         | 51° 49' 21" NB, 5° 1' 47" OL | 531893 | Meer afbeeldingen |
| Fort Vuren: Kazerne D / bomvrij gebouw                                                          | Bomvrij militair object   | 1880       |           | Waaldijk 29                         | 51° 49' 26" NB, 5° 1' 46" OL | 531894 | Upload foto       |
| Fort Vuren: Remise C / bomvrij gebouw                                                           | Bomvrij militair object   | 1880       |           | Waaldijk 29                         | 51° 49' 20" NB, 5° 1' 49" OL | 531895 | Upload foto       |
| Fort Vuren: Betonnen schuilplaats type / I (in het glacis buiten de gracht, ten oosten)         | Bomvrij militair object   | 1914-1918  |           | Waaldijk 29                         | 51° 49' 20" NB, 5° 1' 53" OL | 531896 | Upload foto       |
| Fort Vuren: Brug, kraanbrug en brughoofd                                                        | Fort, vesting en -onderdl | 1850-1880  |           | Waaldijk 29                         | 51° 49' 21" NB, 5° 1' 45" OL | 531897 | Meer afbeeldingen |
| Fort Vuren: Fortwachterswoning                                                                  | Bijgebouwen               | 1954       |           | Waaldijk 29                         | 51° 49' 23" NB, 5° 1' 46" OL | 531898 | Upload foto       |
| Fort Vuren: Groepsschuilplaatsen type P                                                         | Bomvrij militair object   | 1939-1940  |           | Waaldijk 29                         | 51° 49' 27" NB, 5° 1' 51" OL | 531899 | Meer afbeeldingen |
| Fort Vuren: Restant inlaatsluis / keersluis / Herwijnense uitwateringssluis / Duiker (west)     | Fort, vesting en -onderdl |            |           | Waaldijk 29, op en bij het Fort     | 51° 49' 21" NB, 5° 1' 42" OL | 531900 | Meer afbeeldingen |
| Fort Vuren: Restant tankversperring                                                             | Open verdedigingswerk     | 1935-1940  |           | Waaldijk, ten oosten van Fort Vuren | 51° 49' 24" NB, 5° 1' 56" OL | 531901 | Meer afbeeldingen |
| Fort Vuren: Restant inundatiesluis / damsluis / duiker (oost)                                   | Fort, vesting en -onderdl |            |           | Waaldijk 29                         | 51° 49' 24" NB, 5° 1' 53" OL | 531902 | Meer afbeeldingen |
| Fort Vuren: Brug en keersluis (oost)                                                            | Fort, vesting en -onderdl | 1924       |           | Waaldijk 29                         | 51° 49' 25" NB, 5° 1' 51" OL | 532004 | Meer afbeeldingen |
| Fort Vuren: Restant inundatiesluis / damsluis / duiker (noordoost)                              | Fort, vesting en -onderdl | 1880       |           | Waaldijk 29                         | 51° 49' 24" NB, 5° 1' 53" OL | 532005 | Upload foto       |
| Fort Vuren: Scherfvrije schuilplaats type 1916 / I                                              | Fort, vesting en -onderdl | 1916       |           | Waaldijk 29                         | 51° 49' 25" NB, 5° 1' 50" OL | 532006 | Meer afbeeldingen |
| Fort Vuren: Twee scherfvrije schuilplaatsen type 1916 / II                                      | Fort, vesting en -onderdl | 1916       |           | Waaldijk 29                         | 51° 49' 28" NB, 5° 1' 51" OL | 532007 | Meer afbeeldingen |
| Fort Vuren: Twee betonnen schuilplaatsen type / II (in het glacis buiten de gracht, ten oosten) | Fort, vesting en -onderdl | 1914-1918  |           | Waaldijk 29                         | 51° 49' 20" NB, 5° 1' 53" OL | 532008 | Upload foto       |
| Fort Vuren: Betonblok van gietstalen koepelkazemat type G (noordoostzijde van het glacis)       | Fort, vesting en -onderdl | 1939-1940  |           | Waaldijk 29                         | 51° 49' 29" NB, 5° 1' 47" OL | 532009 | Upload foto       |